# 北棉兰老
北棉兰老（英语：Northern Mindanao）是位于菲律宾棉兰老岛北部的大区，面积为20,132平方千米，其中60%的土地为森林。人口大多数来自于保和省和宿雾省的移民，语言主要是宿雾语。

## 下辖行政区
包括5个省和2个直辖市，分别为布基农省、卡米金省、北拉瑙省、西米萨米斯省、东米萨米斯省、卡加延德奥罗市、伊利甘市。